# ناحیه وین-اومگه‌بونگ
ناحیه وین-اومگه‌بونگ (به آلمانی: Bezirk Wien-Umgebung) یک ناحیه در اتریش است که در نیدراسترایش واقع شده‌است. ناحیه وین-اومگه‌بونگ ۱۲۰٬۴۴۶ نفر جمعیت دارد.